# Datnioididae
Datnioididae (Zeebladvissen) zijn een familie van straalvinnige vissen uit de orde van Baarsachtigen (Perciformes).